# Azuga
Azuga város Prahova megyében, Munténiában, Romániában. A Prahova-völgy egyetlen települése, mely nem üdülőtelepként, hanem iparvárosként alakult ki, és iparvárosi jellegét egészen a 20. század végéig megőrizte.

## Fekvése
A Prahova és az Azuga folyók találkozásánál fekszik, a Bucsecs-hegység és a Baj-hegység lábainál. 1881-ig az Întreprahove (Prahovák között) nevet viselte, utalva a két folyóra. Áthalad rajta a DN1 főút és a Brassó-Bukarest vasútvonal.

## Történelem
A korabeli krónikák egy Căciula Mare nevű vendégfogadót említenek ezen a helyen (a jelenlegi város ortodox templomának helyén), mely feltételezések szerint 1725 körül épült. Az első lakóházak a 19. század első éveiben épültek az időjárás viszontagságaitól védett Prahova folyó völgyében; 1800 körül itt telepedett le Gheorghe Zangor juhpásztor, őt hamarosan több más család követte.
A település gyors fejlődését mutatja, hogy 1830-ban üveggyár kezdte meg a működését. Az elkövetkező évtizedekben sorra nyíltak meg az üzemek, gyárak: készítettek itt meszet, cementet, sajtot, fagerendát, posztót, szalámit, sört, pezsgőt, tűzálló kerámiát. Az 1989-es rendszerváltást követő privatizáció után a gyárak tönkrementek, legtöbbjüket lebontották. Napjainkban már csak egy ásványvíztöltő működik.
Ipara elvesztése után Azuga a turizmusra összpontosított. A város környékén alakították ki Románia legnagyobb sípályáit (Sorica és Cazacu), ezeknek és csodálatosan szép elhelyezkedésének köszönhetően napjainkra az ország egyik turistaparadicsomává nőtte ki magát. A természeti értékek megvédése érdekében a város körül nyolc természetvédelmi körzetet hoztak létre.

## Lakossága
| Nemzetiségek        | 2002 | 2002   |
| ------------------- | ---- | ------ |
| Románok             | 5128 | 98,36% |
| Magyarok            | 40   | 0,46%  |
| Romák               | 21   | 0,40%  |
| Németek             | 19   | 0,36%  |
| Lipovánok           | 2    | 0,03%  |
| Csángók             | 1    | 0,01%  |
| Örmények            | 1    | 0,01%  |
| Egyéb nemzetiségűek | 1    | 0,01%  |
| Összesen            | 5213 | 100,0% |

## Híres emberek
- Itt született 1969. szeptember 19-én Simona Păucă többszörös olimpiai bajnok tornász.

## Képek

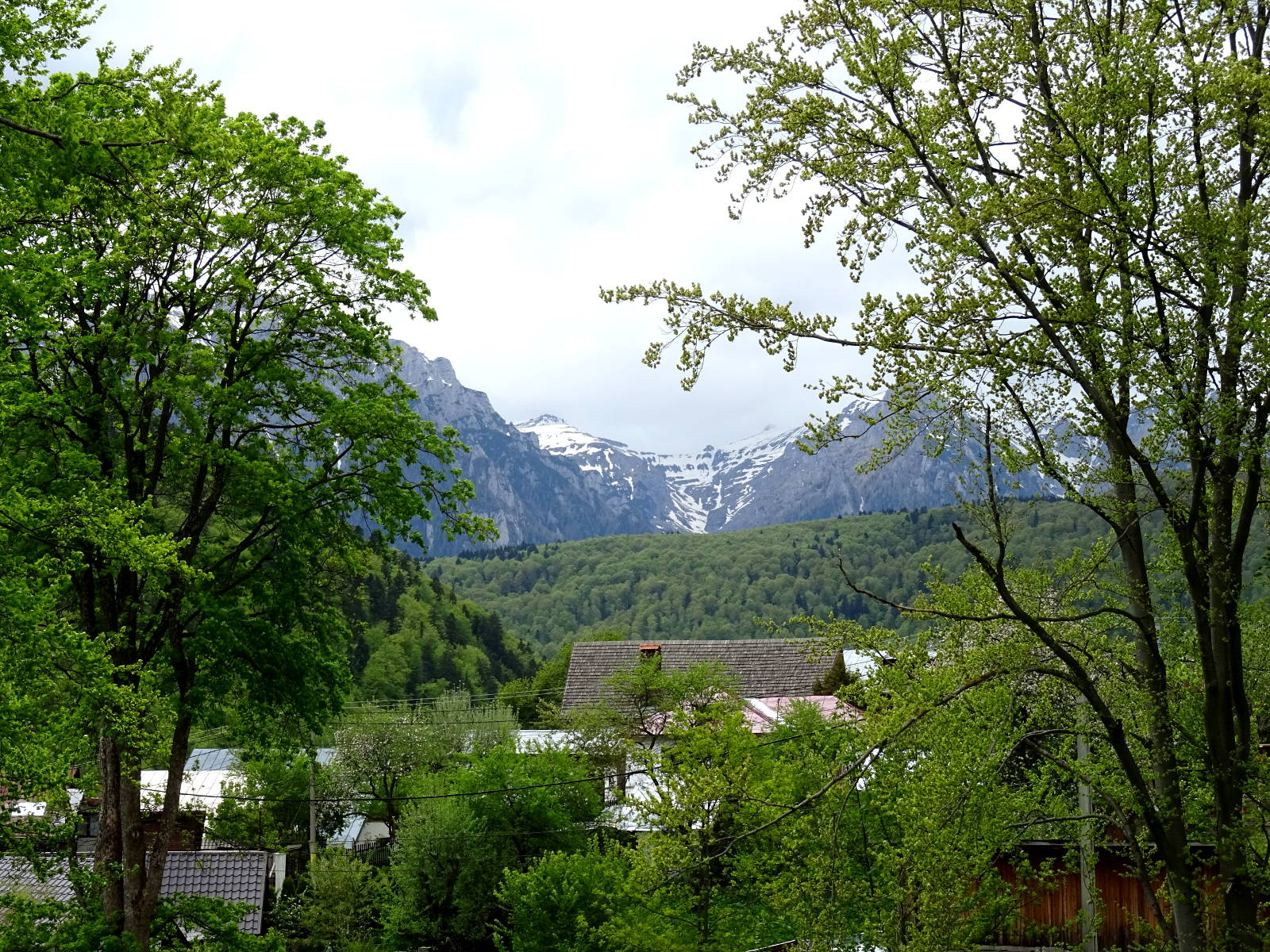
Azuga
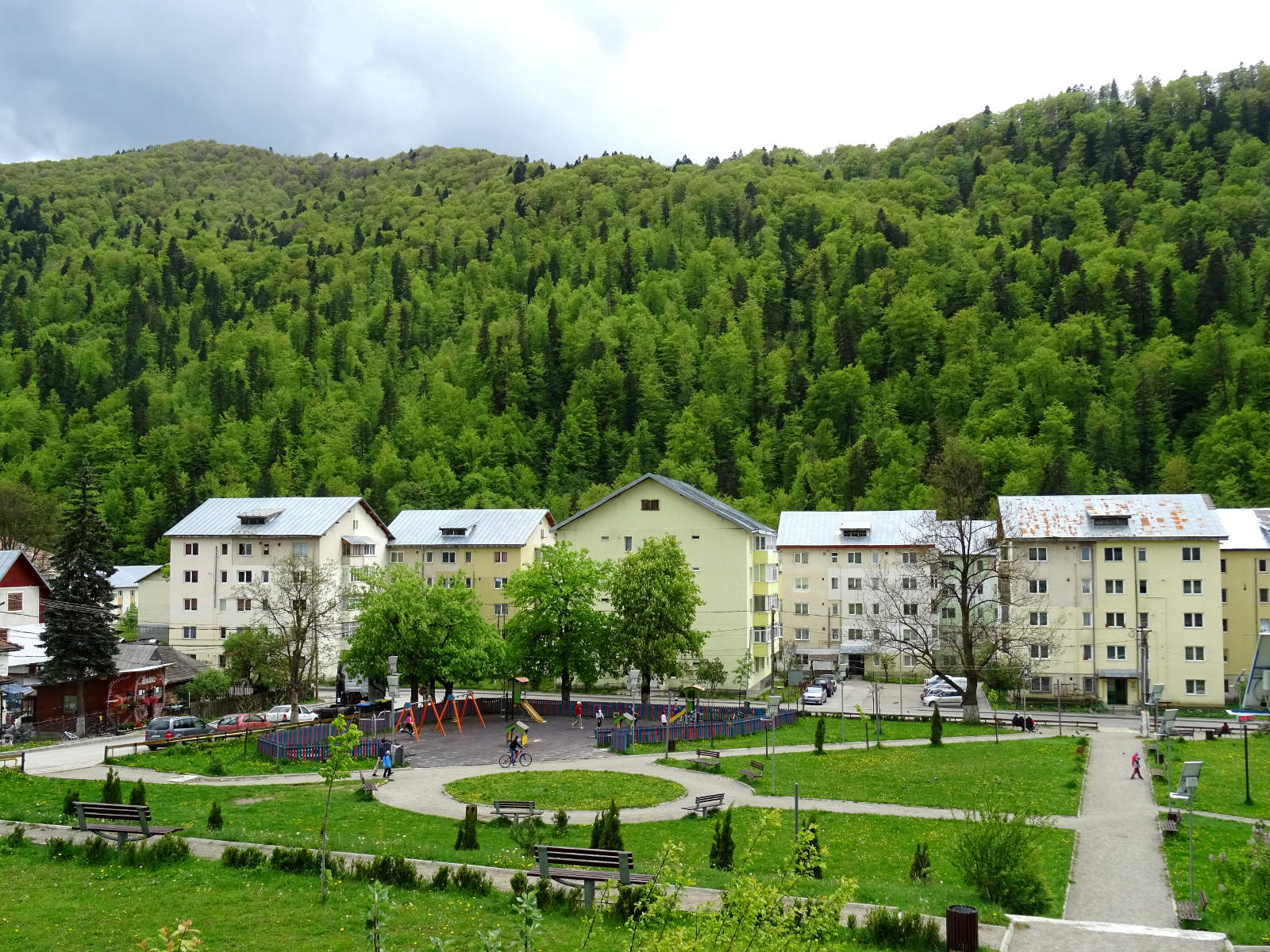
Tömbháznegyed
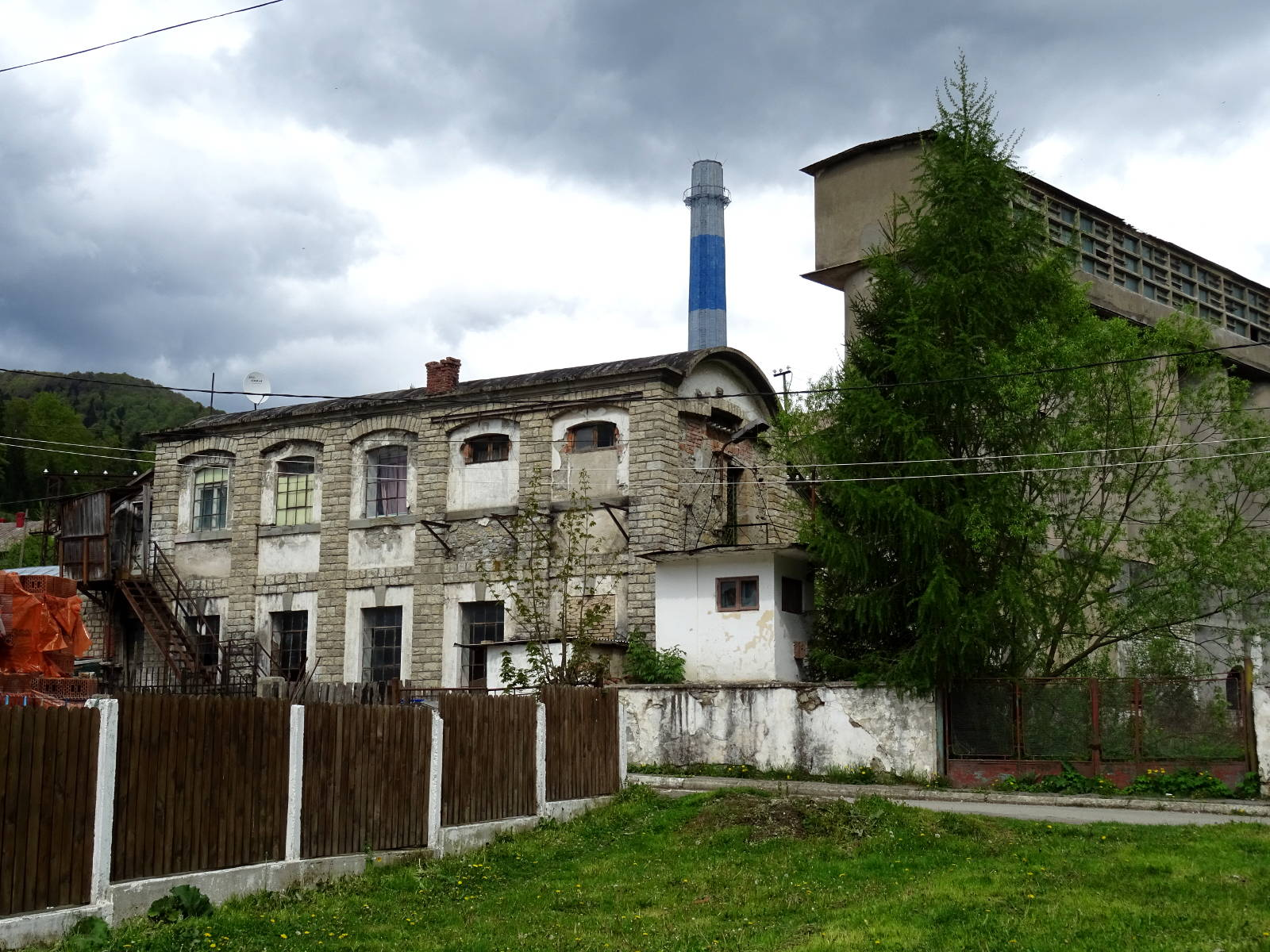
Elhagyatott gyár
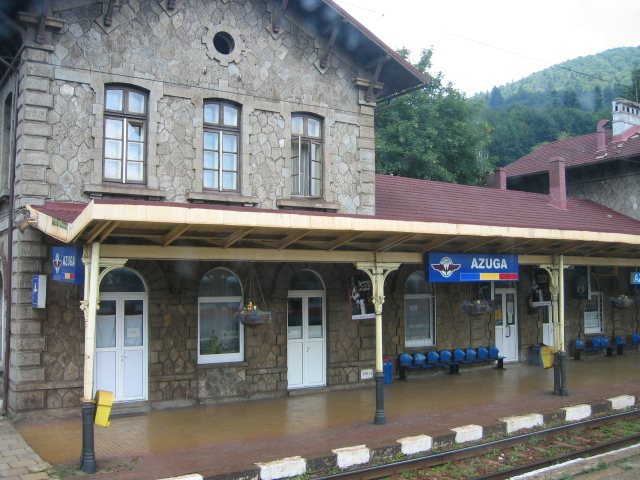
Vasútállomás
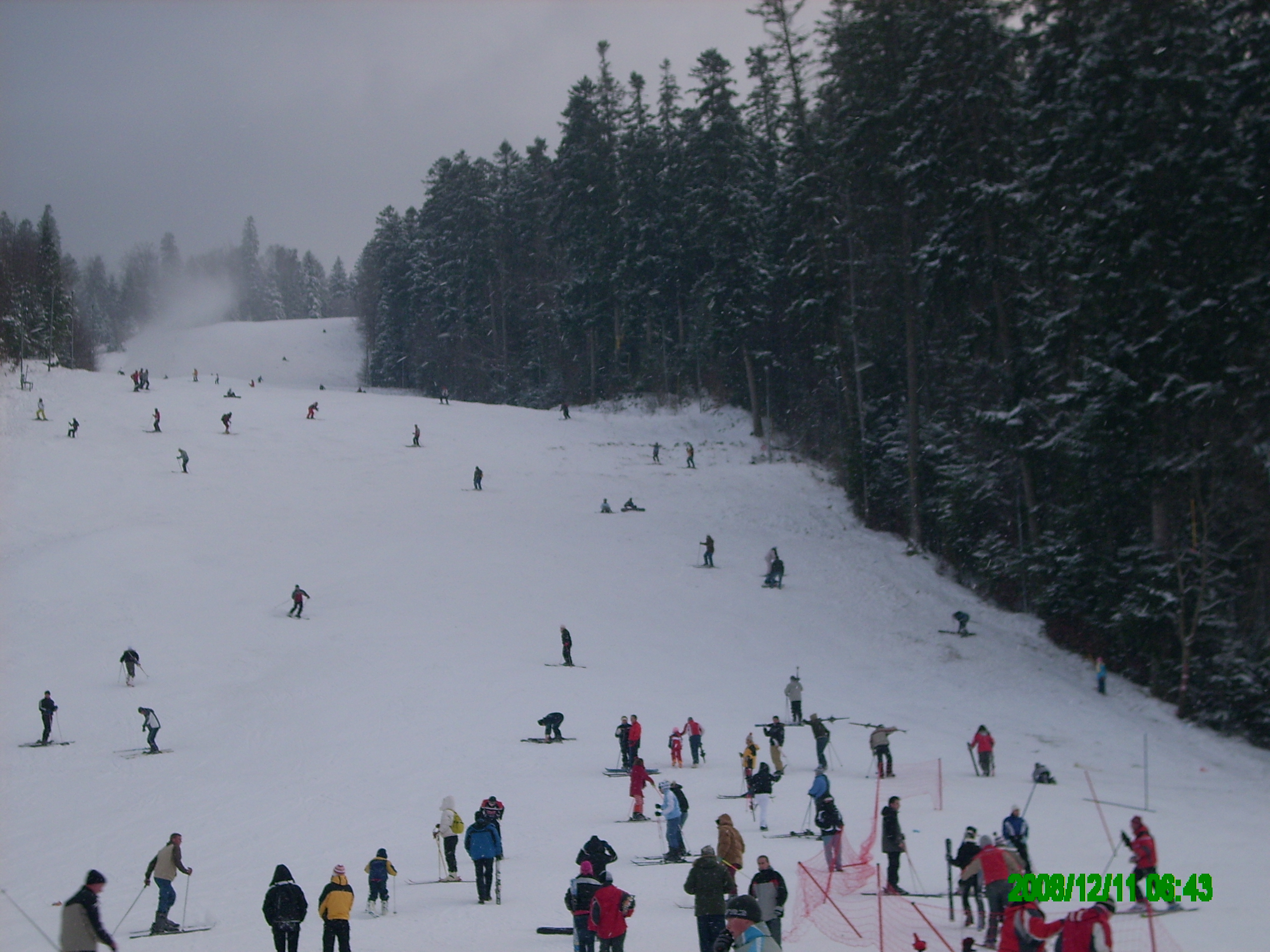
Sorica sípálya